# Mammad Said Ordubadi
 (février 2021).
Mammad Said Ordubadi (en azéri : Məmməd Səid Ordubadi, Mammad Haji-aga oglu) est un journaliste et écrivain azéri, né le 24 mars 1872 à Ordubad dans la province d'Azerbaïdjan (Empire ottoman), et mort le 1er mai 1950 en République Socialiste Soviétique d'Azerbaïdjan.

## Biographie
M. S. Ordubadi étudie à l'école religieuse, la Medrésé, puis à l'école laïque de Mahammad Sidgi « Əxtər » (prononcé « Akhtar » et signifiant Étoile).
Travaillant dans une usine de textile, M. S. Ordubadi publie ses œuvres littéraires dès 1903. Dans les années 1930, il devient le fondateur du genre du roman historique dans la littérature azerbaïdjanaise.
Arrêté en 1915 par les autorités russes, il est contraint à l'exil à Tsaritsyne.

## Œuvres
M. S. Ordubadi commence à écrire dans les années 1890. Ses premiers écrits sont publiés dans un journal appelé Shargi-Rus (Russie orientale) à Tbilissi (alors Tiflis) en 1903. Il y critique l'ignorance, le retard et le fanatisme religieux. En 1906, il publie un recueil de poésie Insouciance (« Qəflət ») et, en 1907, Patrie et Liberté (« Vətən və hürriyyət »). Il écrit pour plusieurs publications azerbaïdjanaises, dont Molla Nasraddine, Irshad et Sada.  
M. S. Ordubadi soulève diverses questions politiques, sociales et éducatives. Il défend fermement la nécessité de l'enseignement dans la société azerbaïdjanaise sous domination russe. En 1911, il publie Années sanglantes (« Qanlı sənələr »), un recueil de récits de première main sur les massacres arméno-tatars de 1905-1906.   
Dans les années 1910, M. S. Ordubadi publie plusieurs pièces de théâtre, histoires et romans.  

## Période soviétique
En 1918, M. S. Ordubadi rejoint le Parti communiste. Il retourne à Bakou en mai 1920, après la conquête bolchévique de l'Azerbaïdjan. Il devient le rédacteur en chef de Əxbar, Yeni yol et Molla Nasraddine. M. S. Ordubadi écrit des romans, des histoires satiriques, des pièces de théâtre et des livrets (pour les opéras Koroğlu, Nərguiz et Nizami). Ses œuvres les plus connues incluent Tabriz brumeux (« Dumanlı Təbriz ») (1933–1948) et Le glaive et la plume (« Qılınc və qələm ») (1946–1948). Il écrit des romans sur les poètes et les écrivains comme Nizami Ganjavi, Fuzouli, Molla Panah Vaguif, ou encore Mirza Alakbar Sabir.
Il crée également un certain nombre d'œuvres dramatiques, des livrets pour opéras et opérettes, et traduit en azerbaïdjanais les œuvres de plusieurs auteurs, dont Alexandre Pouchkine et Mikhaïl Lermontov[réf. souhaitée].

## Distinctions
- L'Ordre de Lénine [4]
- L'Ordre de l'Insigne d'honneur[5]
- Des médailles[6]